# Villingen (Hessen)
Villingen is een plaats in de Duitse gemeente Hungen, deelstaat Hessen, en telt 1448 inwoners (2007).